# Stade Petit Sory
Le Stade Petit Sory de Nongo est un stade multi-usage situé à Conakry, Guinée. Il est actuellement principalement utilisé pour les matchs de football et abrite le club du Hafia FC. Le stade peut accueillir 5 400 personnes.

## Histoire
Le stade est inauguré le 10 novembre 2021 et porte le nom du footballeur de Hafia FC des années 72, Ibrahima Sory Keita dit Petit Sory,.

## Principaux concerts
- 14 janvier 2022 : Concert anniversaire des 15 ans d'Espace FM avec pour artiste vedette Youssoufa ;
- 11 mars 2023 ː ⁠Slamer les femmes par Bademba Barry[6] .

## Galerie

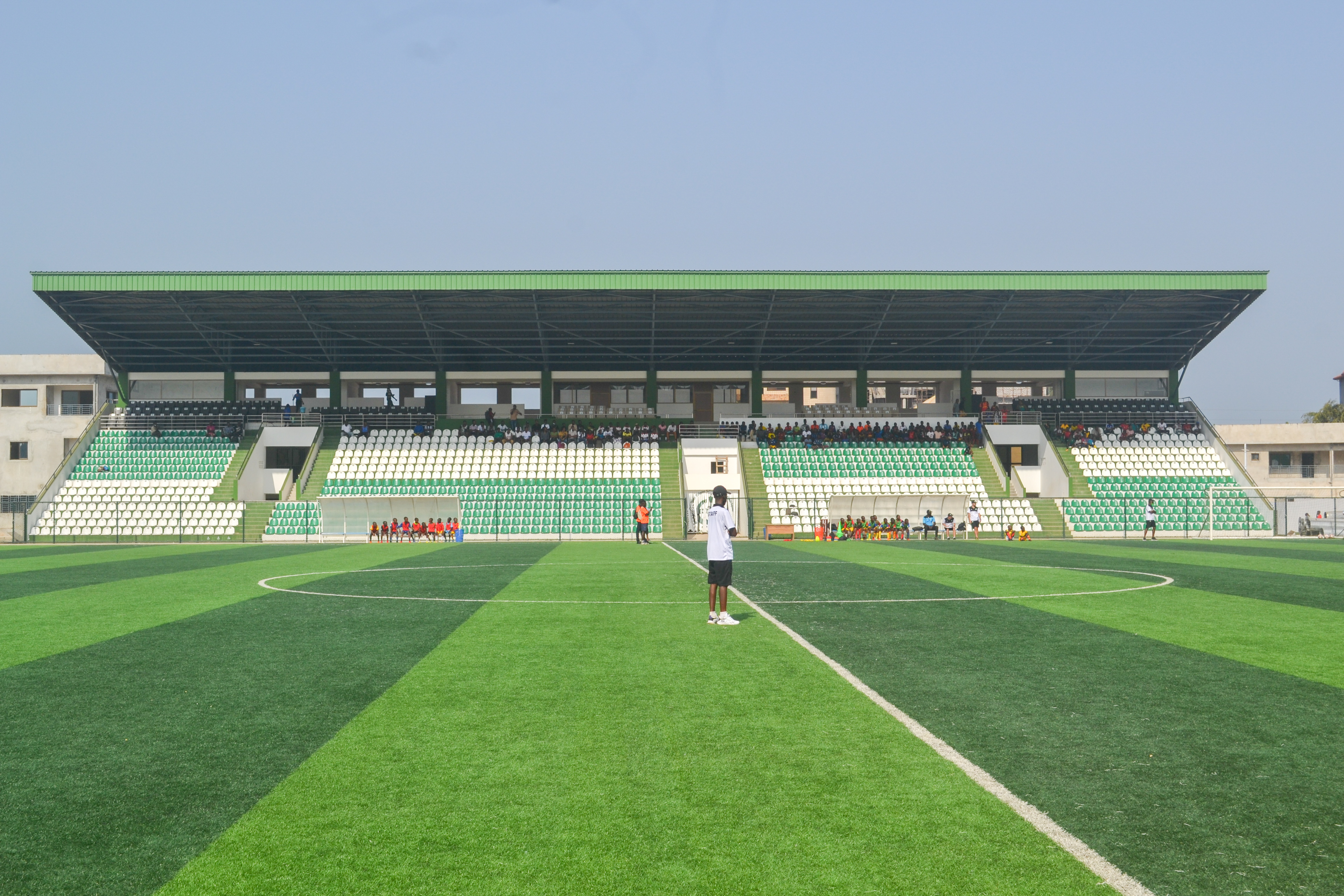
Vue du stade
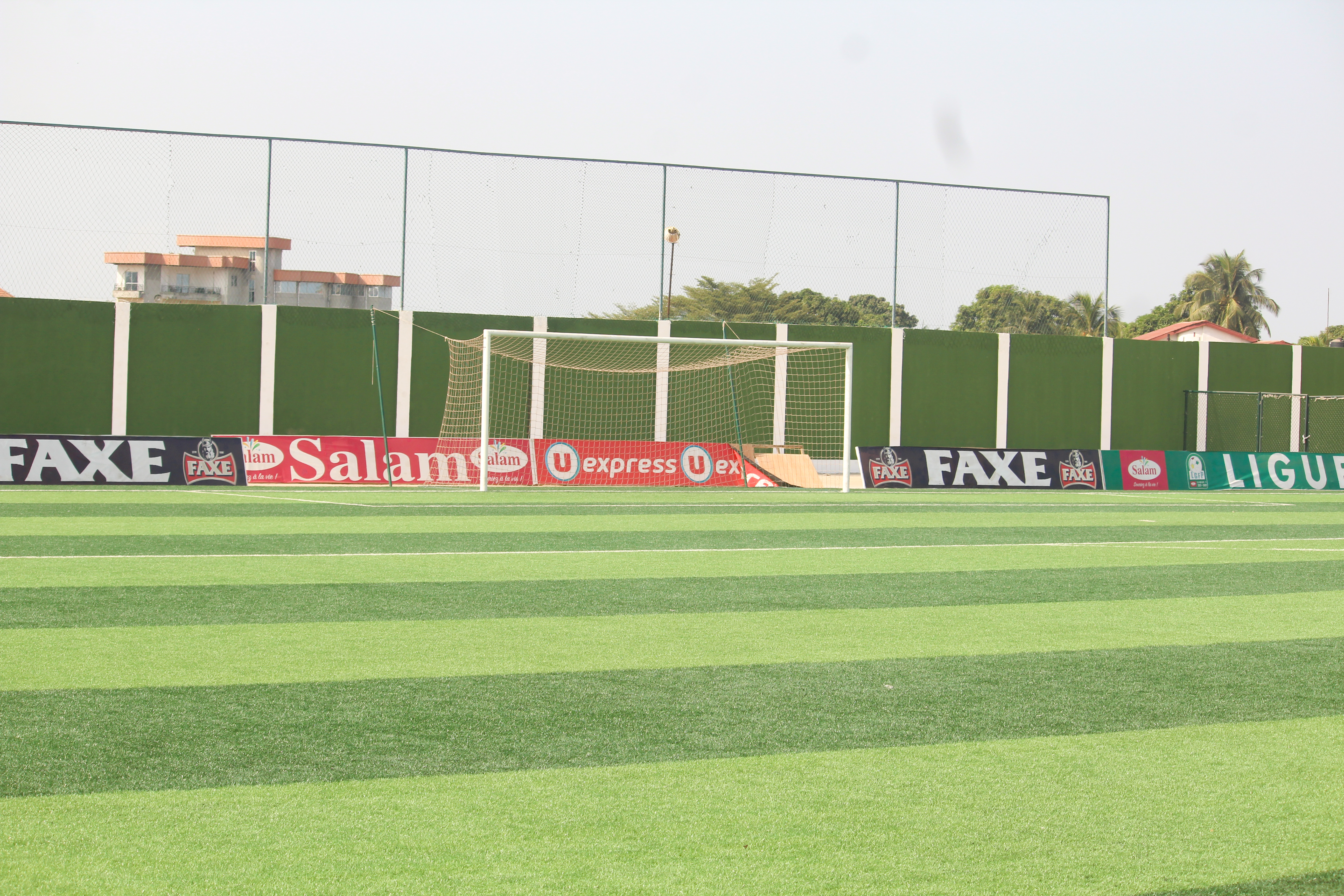
Pelouse du stade
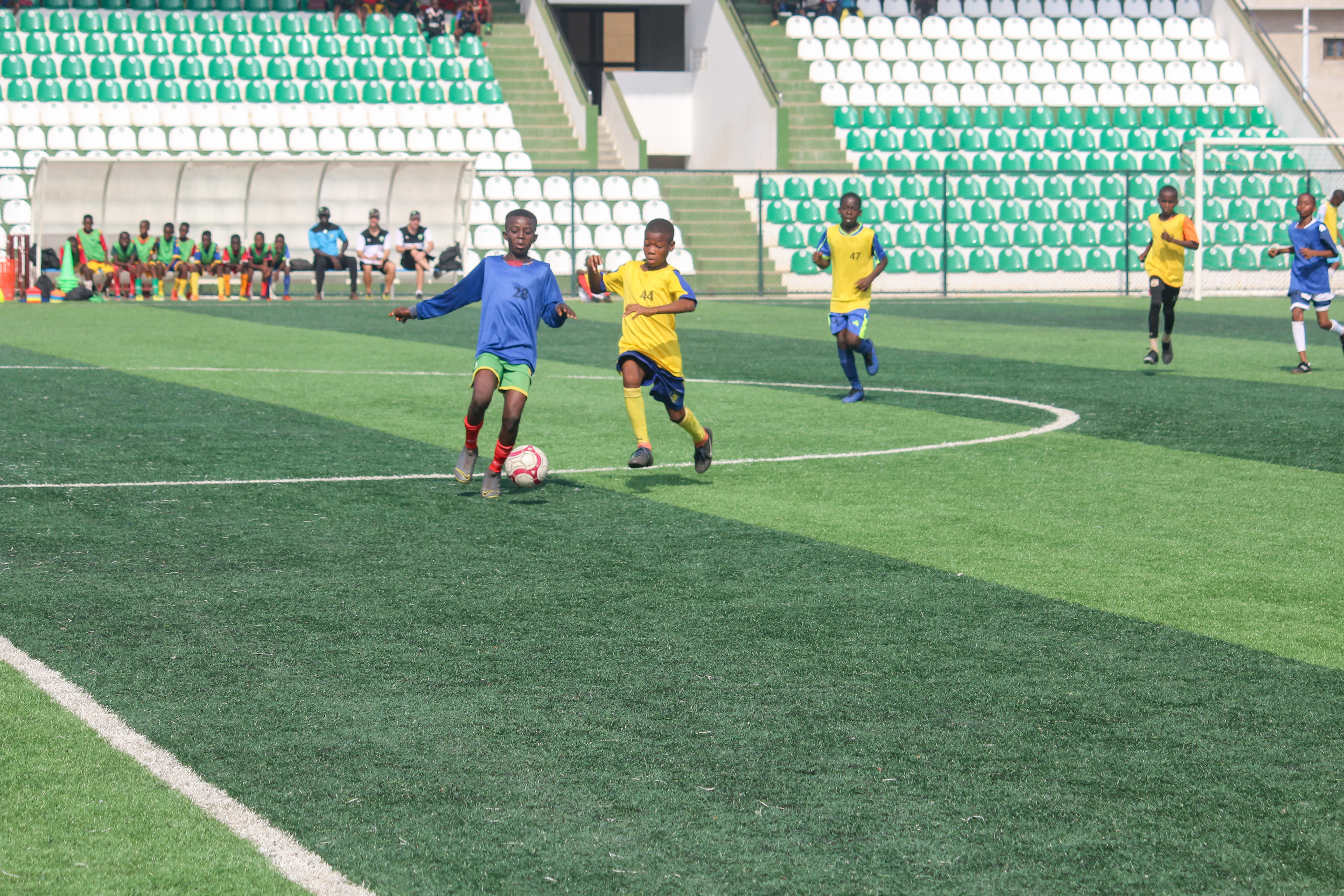
Tournoi pour enfants
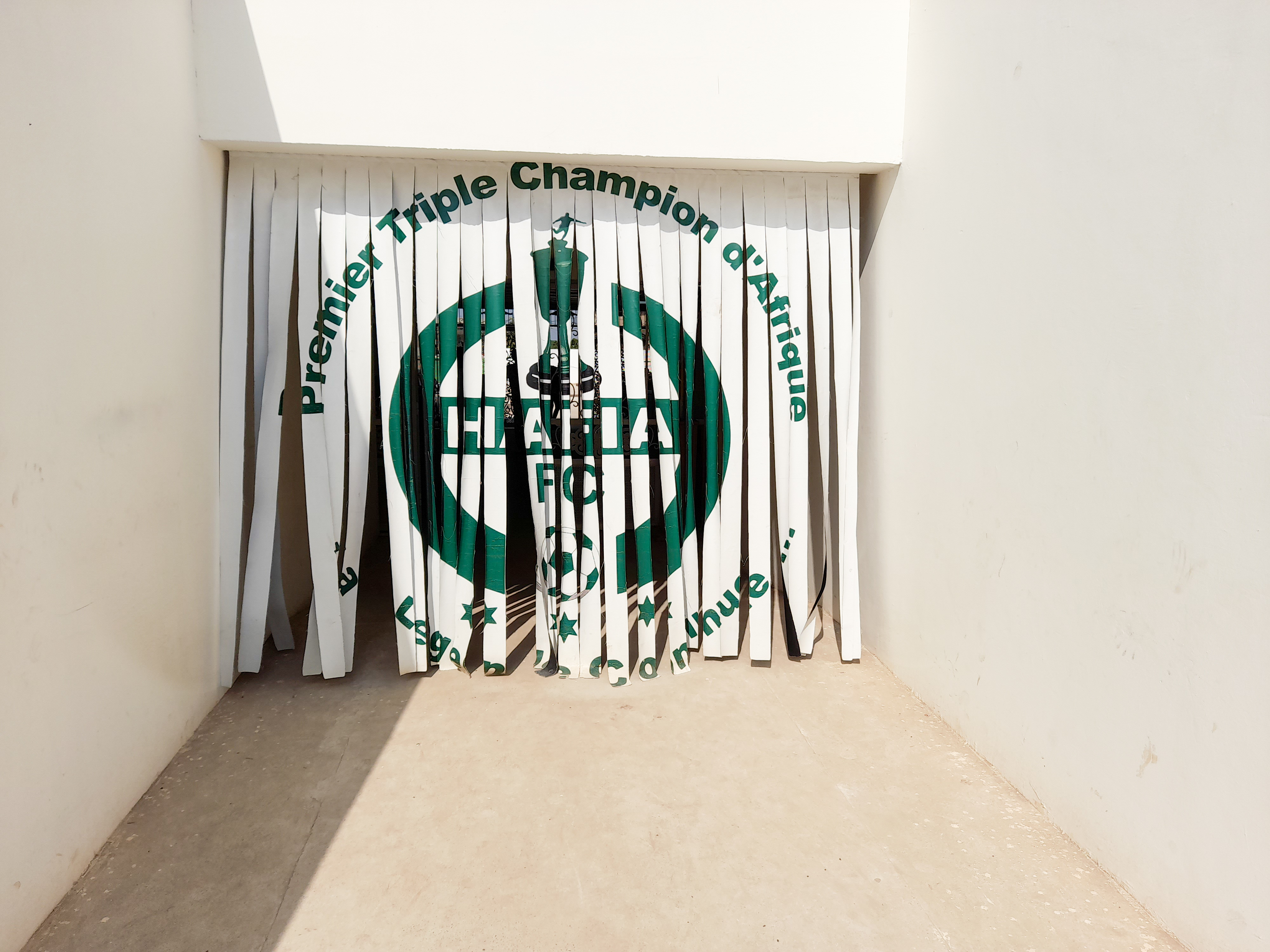
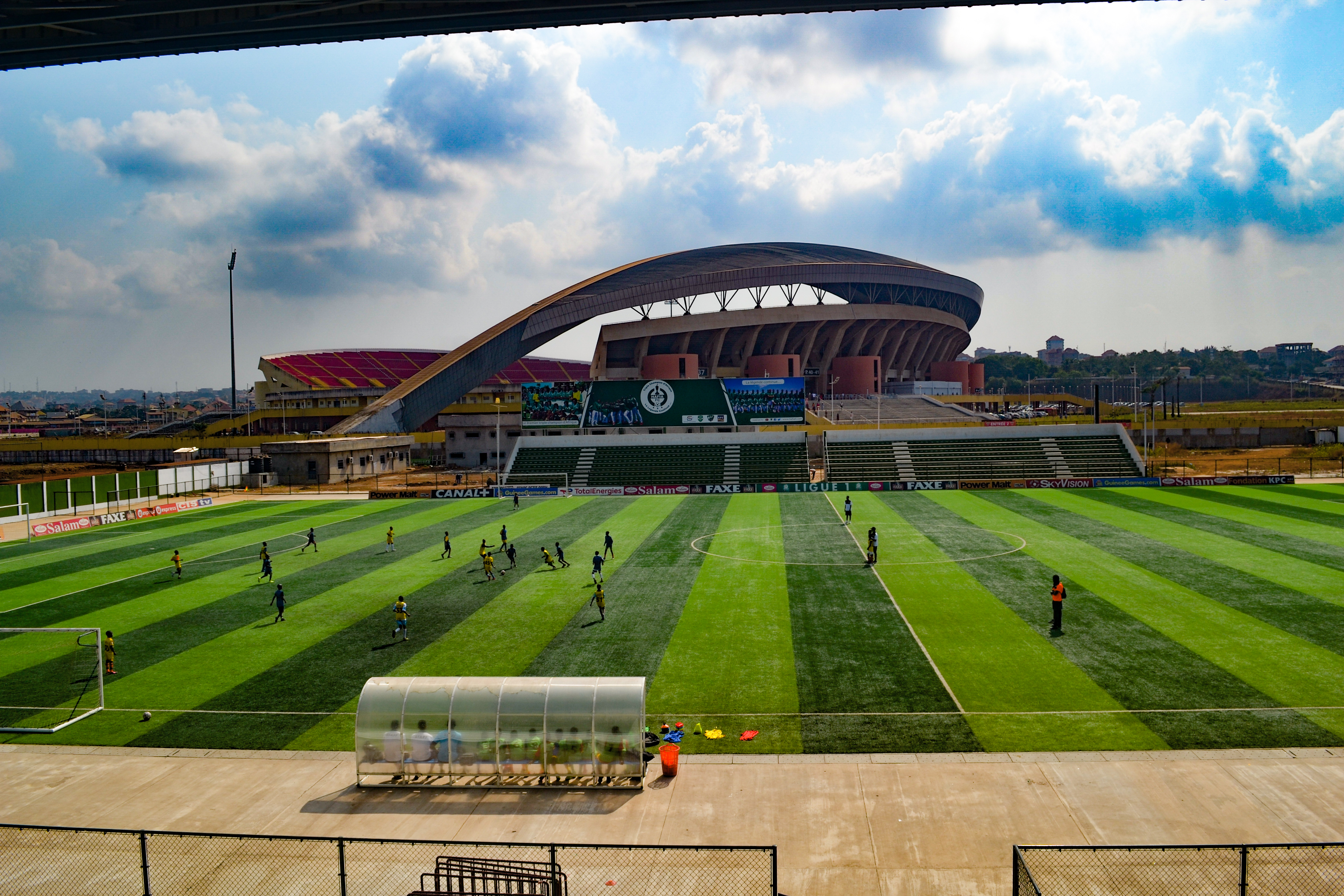
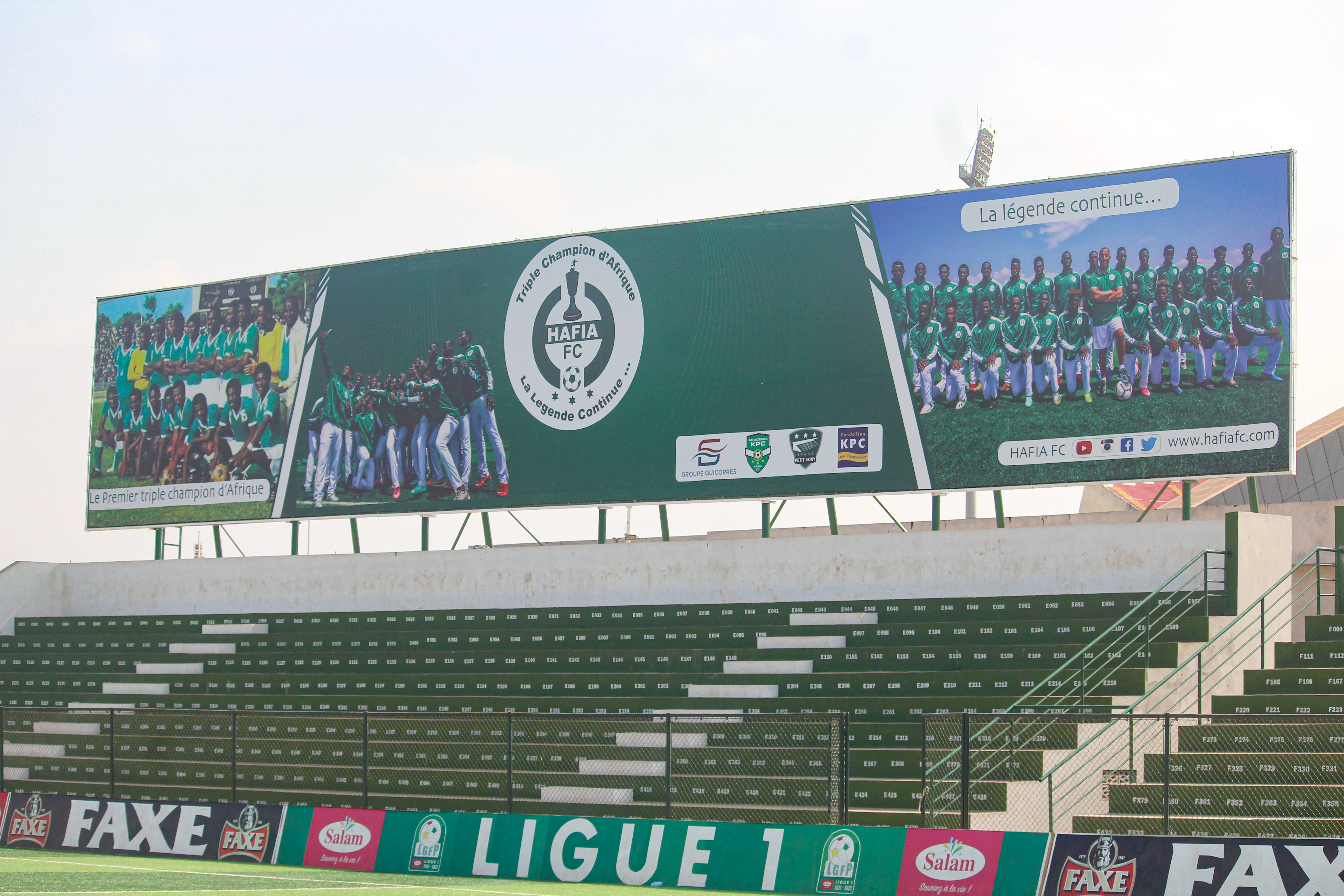
Tribune Est du stade
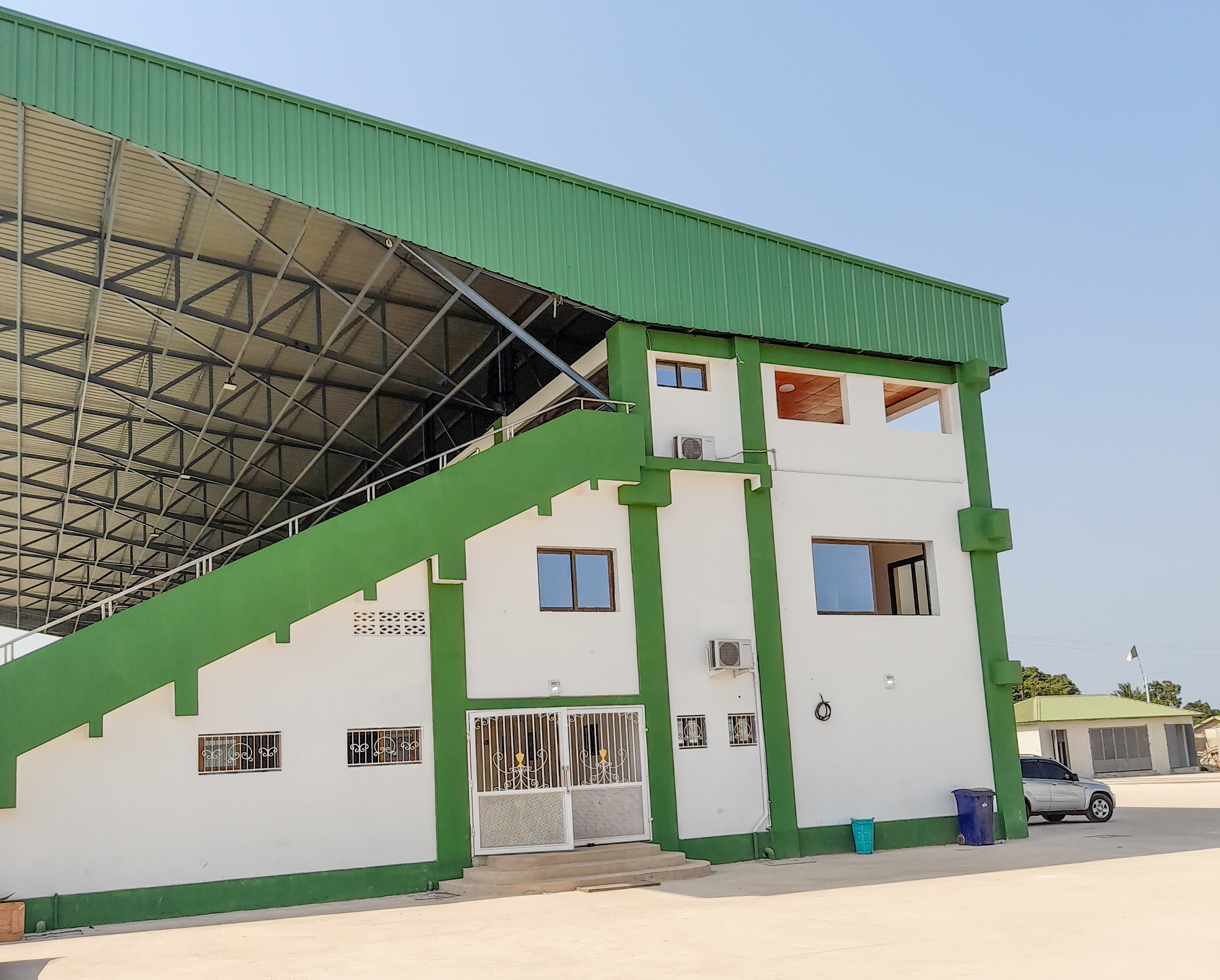
Bâtiment du Stade Petit Sory